# Biton tunetanus
Biton tunetanus är en spindeldjursart som beskrevs av Simon 1885. Biton tunetanus ingår i släktet Biton och familjen Daesiidae.

## Underarter
Arten delas in i följande underarter:
- B. t. algeriensis
- B. t. tunetanus